# 唐沢川 (埼玉県)
唐沢川（からさわかわ）は、埼玉県深谷市を流れる利根川水系の一級河川。小山川支流。

## 概要
深谷市緑ケ丘の上唐沢川と下唐沢川の合流点に管理基点がある。櫛挽台地からの流れを集めながら深谷市役所や深谷駅近くなど、深谷市の中心市街地を南から北に向かって流れる。福川および備前渠用水が伏せ越しで交差している。
この伏せ越しは1932年（昭和7年）4月完成した小山川へ合流する放水路の建設に伴い設けられたものである。それまでは上唐沢川と上唐沢川が伏せ越しの地点で福川に合流していた。
深谷市成塚で小山川右岸に合流する。流路延長は大字人見字馬場に源を発する下唐沢川と合わせて6.9 km。なお、上唐沢川が高崎線に差し掛かった所で同線に沿うように不自然に東に曲がり、下唐沢川に合流する流路形状は1928年（昭和3年）に着手された河川改修によるものである。
2009年度（平成21年度）から2011年度（平成23年度）にかけて、水辺再生100プランの一環として遊歩道の整備事業が実施された。

## 支流
- 戸田川
- 上唐沢川

## 橋梁
上流から
- 唐沢川橋梁（JR高崎線）
- 椿橋 - 旧唐沢川鉄橋（日本煉瓦製造の専用線）
- 東橋
- 新東橋
- 日英橋
- 新橋
- 行人橋（埼玉県道47号深谷東松山線）
- 唐沢橋
- 平和橋（国道17号〈中山道〉）
- 智形橋
- 森西橋
- 内谷田橋
- 皿沼水管橋（水道橋）
- 二号橋
- 三号橋
- 四号橋
- 国道17号深谷バイパス
- 森下橋[2]
- 六号橋
- 七号橋
- 八号橋

## 流域の施設・名所
- 埼玉県立深谷商業高等学校
- 深谷城址公園
  - 深谷市民文化会館
  - 深谷市民体育館
  - 深谷コミュニティセンター
- 深谷市産業会館
- 深谷市立図書館
- 深谷市立深谷小学校
- 富士浅間神社 - 深谷城の遺構がある
- 旧日本煉瓦製造